# Sacha-Awia-Flug 301
Der Sacha-Awia-Flug 301 (Flugnummer: K7301) war ein Inlandsflug der russischen Fluggesellschaft Sacha Awia von Kutana nach Aldan mit einem Zwischenstopp in Utschur. Am 26. August 1993 verunfallte auf diesem Flug eine Let L-410UVP-E, wobei alle 24 Menschen an Bord ums Leben kamen. Es handelt sich um den schwersten Zwischenfall einer Let L-410 (Stand: Oktober 2019).

## Flugzeug
Bei der betroffenen Maschine handelte es sich um eine Let L-410UVP-E aus tschechoslowakischer Produktion. Die L-410 hatte sich in einer Ausschreibung des Rates für gegenseitige Wirtschaftshilfe (RGW) gegen die sowjetische Berijew Be-32 durchgesetzt und kam daher bei Fluggesellschaften aus fast allen Mitgliedsländern des RGW zum Einsatz.  Die Maschine trug die Werksnummer 902509 sowie die Seriennummer 25-09. Die Maschine wurde am 15. Oktober 1990 an die Aeroflot erstausgeliefert, wo sie mit dem Luftfahrzeugkennzeichen CCCP-67656 in Betrieb ging. Im Jahr 1993 ging die Maschine mit dem neuen Kennzeichen RA-67656 bei der Sacha Awia in Betrieb. Das zweimotorige Regionalverkehrsflugzeug war mit zwei Turboprop-Triebwerken des Typs Walter M601E ausgestattet.

## Passagiere und Besatzung
Es war eine zweiköpfige Besatzung an Bord, bestehend aus einem Flugkapitän und einem Ersten Offizier. Flugbegleiter waren auf diesem Regionalflug nicht vorgesehen. An Bord des Flugabschnittes nach Aldan befanden sich 22 Passagiere. Das verladene Gepäck hatte ein Gewicht von 687 Kilogramm.

## Flugplan
Mit der Maschine wurde ein Regionalflug innerhalb von Sacha durchgeführt. Obwohl die Maschine beim Start um 623 kg überladen war, wurde der erste Flugabschnitt von Kutana nach Utschur ohne größere Probleme geflogen. Der Unfall ereignete sich am Ende des zweiten Flugabschnittes von Utschur nach Aldan.

## Unfallhergang
Die Piloten stellten die Landeklappen im Anflug auf Aldan auf 18 Grad, woraufhin die Maschine ins Ungleichgewicht geriet, sich jedoch zunächst weiter in der Luft halten konnte. Die Let überflog im Anflug auf Aldan den Inner marker bei einer Fluggeschwindigkeit von 196 km/h mit einer Vertikalgeschwindigkeit von 4,8 m/s und einem Nickwinkel von 6,6 Grad in einer Höhe von 68,7 m. Nach 8 Sekunden bei einer Geschwindigkeit von 189 km/h begann die Besatzung im Leerlauf die Klappen weiter auf eine Stellung von 42 Grad auszufahren. Plötzlich erhöhte sich der Anstellwinkel der Maschine. Die Piloten begannen einen Fehlanflug einzuleiten. Der Flugkapitän drückte das Steuerhorn voll nach vorne durch und hielt es die nächsten 20 Sekunden in dieser Position. Die Fluggeschwindigkeit nahm weiterhin stark ab, während der Anstellwinkel immer weiter anstieg. Nachdem das Flugzeug einen Anstellwinkel von 42,5 Grad erreicht hatte, kam es plötzlich zum Strömungsabriss. In der Folge fiel es mit einer Geschwindigkeit von 52 km/h über die linke Tragfläche zu Boden. Die Kollision mit dem Boden erfolgte mit einem Nickwinkel von 5,1 Grad, einem Rollwinkel von 21 Grad und einer vertikalen Geschwindigkeit von etwa 12 m/s. Die Maschine zerschellte 273 Meter vor der Landebahn und 160 Meter links von der Pistenachse des Flughafens Aldan. Bei dem Unfall kamen alle 24 Menschen an Bord ums Leben.

## Ursache
Zum Zeitpunkt des Starts war das zulässige Abfluggewicht um 850 kg, zum Zeitpunkt des Anflugs auf Aldan war das Landegewicht der Maschine um 550 kg überschritten. Das Flugzeug war zudem stark hecklastig, weil von den 687 Kilogramm Gepäck und Fracht etwa 400 kg in das hintere Gepäckabteil verladen worden waren. Im Landeanflug auf Aldan hatte der Anstellwinkel der Maschine aufgrund der Überladung und der Klappenstellung überkritische Werte erreicht. Zu den Ereignissen war es aufgrund von groben Verstößen gegen Betriebsvorschriften gekommen, da die Richtwerte für die Beladung und Gewichtsverteilung nicht beachtet wurden.